# Spilosoma niceta
Spilosoma niceta är en fjärilsart som beskrevs av Stoll 1782. Spilosoma niceta ingår i släktet Spilosoma och familjen björnspinnare. Inga underarter finns listade i Catalogue of Life.

## Bildgalleri

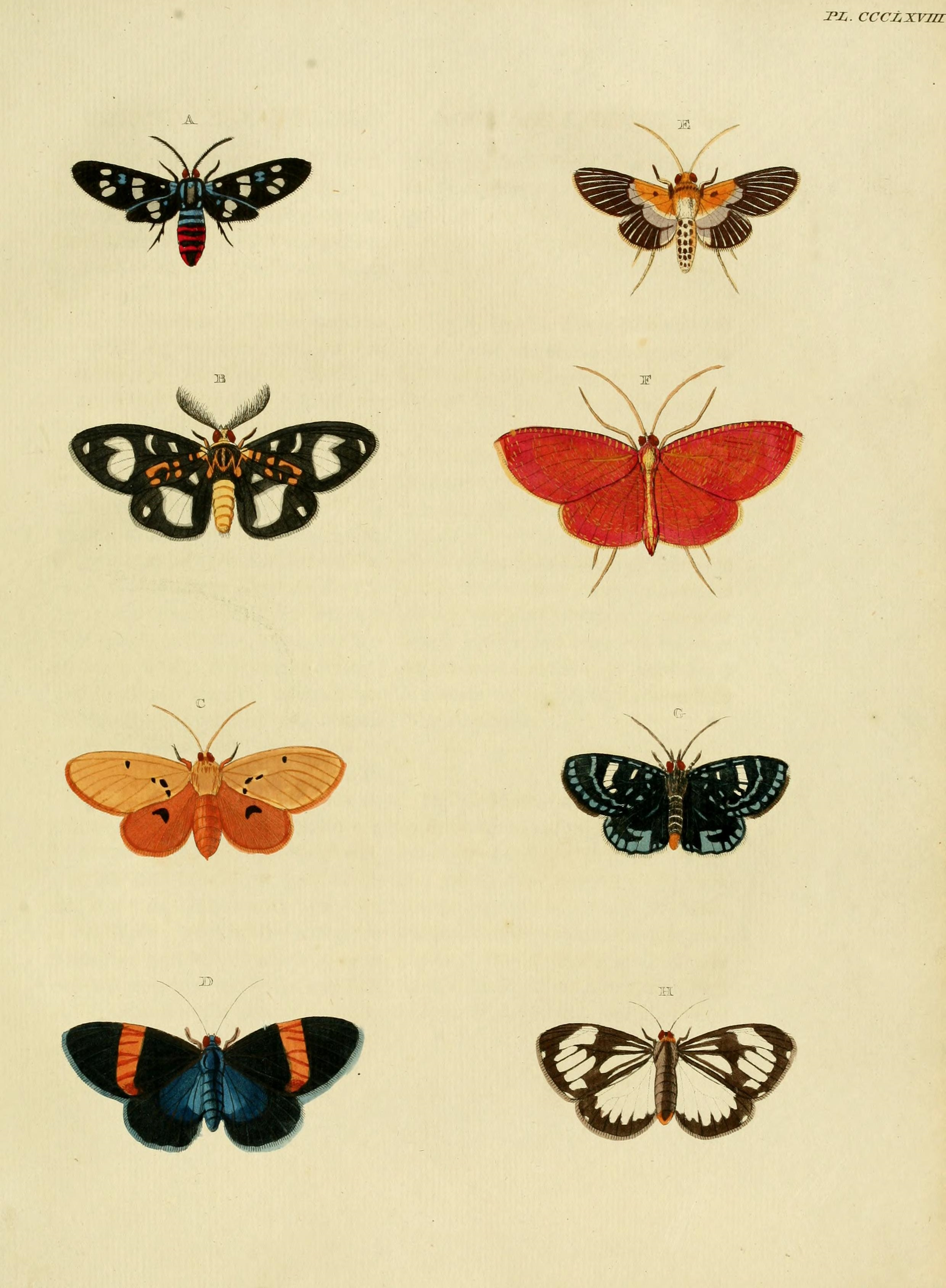